# Surcossus perlaris
Surcossus perlaris är en fjärilsart som beskrevs av Heimlich 1960. Surcossus perlaris ingår i släktet Surcossus och familjen träfjärilar. Inga underarter finns listade i Catalogue of Life.